# Назир (трактат)
«Назир» (др.-евр. נזיר‬, nazir — «назорей») — трактат в Мишне, Тосефте, Вавилонском и Иерусалимском Талмуде, в разделе «Нашим» («Женщины»). Трактат содержит законы об исполнении особого вида обета — обета назорейства. В Тосефте трактат называется «Незирут» — «Назорейство». В раздел «Нашим», посвящённый семейному праву, этот трактат помещён, поскольку тематически он является продолжением предыдущего трактата этого раздела — «Недарим» («Обеты»).

## Предмет рассмотрения
В Моисеевом законе закон об обете назорейства исчерпывающе изложен в Чис. 6:2—21:

Если мужчина или женщина решится дать обет назорейства, чтобы посвятить себя в назореи Господу, то он должен воздержаться от вина и [крепкого] напитка, и не должен употреблять ни уксусу из вина, ни уксусу из напитка, и ничего приготовленного из винограда не должен пить, и не должен есть ни сырых, ни сушеных виноградных ягод; во все дни назорейства своего не должен он есть [и пить] ничего, что делается из винограда, от зерен до кожи.
Во все дни обета назорейства его бритва не должна касаться головы его; до исполнения дней, на которые он посвятил себя в назореи Господу, свят он: должен растить волосы на голове своей.
Во все дни, на которые он посвятил себя в назореи Господу, не должен он подходить к мертвому телу: [прикосновением] к отцу своему, и матери своей, и брату своему, и сестре своей, не должен он оскверняться, когда они умрут, потому что посвящение Богу его на главе его; во все дни назорейства своего свят он Господу.
— Чис. 6:2—8 и далее
Обеты воздержания от алкогольных напитков и от стрижки волос были обычны у древних евреев, см., например, Иер. 35. Назореями были Самсон (Суд. 13:3—7) и пророк Самуил (1Цар. 1:11), причём в обоих случаях они были назореями с рождения — обет за них дали их родители. Само слово «назорей» буквально означает «отделённый от других» (по другим мнениям — «воздержанный» или «коронованный»). В трактате «Назир» описывается положение института назорейства в период, предшествовавший разрушению Второго Иерусалимского храма, когда оно также было весьма распространено в народе.
Законоучители эпохи Мишны вывели следующие принципы, касающиеся назорейства:
- Назорейство могут принимать совершеннолетние мужчины, женщины и рабы. Язычники принять этот обет не могут, самаряне[2] могут.
- Обет назорейства действителен, будучи выражен на любом языке и даже в иносказательной форме.
- Обет назорейства может быть принят на определённый срок (не менее 30 дней) или бессрочно.
- Назорею запрещено:
  - пить вино и употреблять в пищу виноград в любом виде;
  - стричь волосы; при пожизненном назорействе разрешается подстригать их раз в год, на основании 2Цар. 14:26;
  - принимать ритуальную нечистоту от мёртвого тела.
- По окончании срока назорейства, а также в случае, если назорей вольно или невольно стал ритуально нечистым, он должен совершить особые жертвоприношения, указанные в Чис. 6:9—20.
- На основании Суд. 13—15 выделяется особый вид назореев — «назорей Самсонов» (נזיר שמשון). Отличия его от обычного назорея:
  - обет действует только пожизненно;
  - полностью запрещено стричься;
  - разрешено принимать ритуальную нечистоту от мёртвых, принесение жертвы в этом случае не требуется.

В целом отношение к назорейству у законоучителей двойственное: с одной стороны, признаётся святость назореев, с другой стороны аскетизм, добровольный отказ от разрешённых Торой вещей считается грехом (Вавилонская гемара, 19а). После разрушения Иерусалимского храма назорейство ушло из практики.

## Содержание
Трактат «Назир» в Мишне состоит из 9 глав и 60 параграфов. Как и многие другие трактаты, он заканчивается любопытным прецедентом.
- Глава первая разбирает вопрос об эвфемистических формулировках обета назорейства и о сроке такого обета - не менее тридцати дней. Возможно принять назорейство на несколько сроков сразу: приводится пример, когда человек принял назорейство на 365 сроков (по числу дней солнечного года).
- Глава вторая продолжает рассмотрение вопроса о формулировках этого обета, в том числе о назорействе с условием, например, при условии рождения сына.
- Глава третья рассматривает вопрос о последствиях нарушения запретов для назорея.
- Глава четвёртая трактует о возможности уничтожения обета назорейства.
- Глава пятая разбирает различные сомнительные случаи, связанные с назорейством. Например, что делать с животными, отделёнными для жертвоприношения назорея, если его обет уничтожен; или случай, когда обет назорейства дан с условием, проверить наступление которого невозможно.
- Глава шестая подробно разбирает запреты, действовавшие в отношении назореев, и обряд окончания назорейства.
- Глава седьмая рассматривает случаи осквернения назорея ритуальной нечистотой от мёртвого тела.
- Глава восьмая продолжает тему предыдущей главы, разбирая случаи, когда факт осквернения назорея сомнителен.
- Глава девятая рассматривает некоторые особые связанные с назорейством вопросы; завершает трактат любопытное обсуждение вопроса о том, был ли назореем пророк Самуил.[1]

## Затрагиваемые темы
- В Мишне, 3:6 упоминается о назорействе Елены, царицы Адиабены.
- В Тосефте, 4:7 приводится рассказ о первосвященнике Симоне Праведном, который никогда не принимал жертв от назореев, за исключением жертвы, принесённой очень красивым юношей, так как счёл достойными его намерения: когда Симон спросил, почему он решил подстричь волосы, юноша ответил, что, увидев свое изображение в пруду, он возгордился своей красотой и решил подстричься во избежание искушений.
- В Вавилонской гемаре (5а) толкуется стих 2Цар. 15:7 в том смысле, что упоминаемые там сорок лет следует считать с того момента, как израильтяне попросили у пророка Самуила поставить им царя (1Цар. 8)
- Вавилонская гемара, 23б: нарушение Торы с благими намерениями лучше, чем её исполнение без них. И всё же изучать и исполнять законы надо даже без настроения, так как соответствующее расположение духа придёт со временем.

## Толкования
К этому трактату имеется комментарий, приписываемый Раши, но Цунц оспаривал его аутентичность.
Ввиду того что после разрушения храма трактат «Назир» лишился своего практического значения, он, подобно трактатам отдела «Кодашим» («Святыни»; заповеди
храмовой службы), мало изучался в вавилонских школах и в текст его вкрались ошибки. Поэтому тосафистам очень часто приходилось исправлять текст гемары.
Имеется также и комментарий Ашери к трактату «Назир» (напечатан в виленском издании Талмуда).